# Bosc-Hyons
 Bosc-Hyons  es una población y comuna francesa, en la región de Alta Normandía, departamento de Sena Marítimo, en el distrito de Dieppe y cantón de Gournay-en-Bray.

## Demografía
| 245 | 187 | 216 | 225 | 287 | 311 |
| Para los censos de 1962 a 1999 la población legal corresponde a la población sin duplicidades (Fuente: INSEE [Consultar]) |     |     |     |     |     |